# Zona especial de conservación

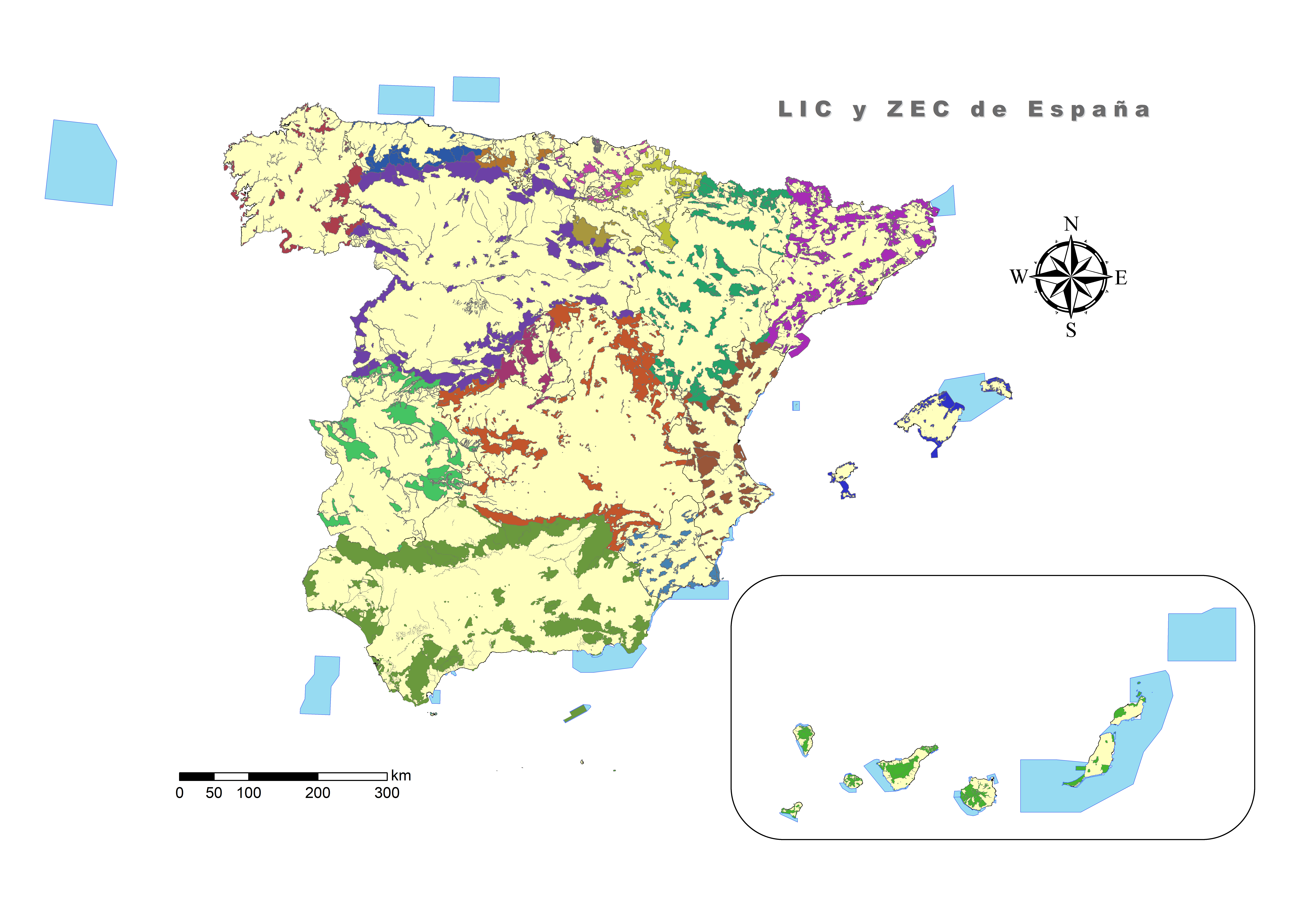
ZEC de España (2018)

Las zonas especiales de conservación (ZEC) son áreas de gran interés medioambiental para la conservación de la biodiversidad, las cuales han sido designadas por los Estados miembros de la Unión Europea para integrarse dentro de la Red Natura 2000. Los territorios ZEC han debido ser previamente Lugares de Importancia Comunitaria, y complementan la protección otorgada por las Zona de Especial Protección para las Aves, que emanan de un directiva europea anterior, del año 1979, actualizada por la Directiva 2009/147/CE.
El Gobierno de España dispone de una página web con los Lugares de Interés Comunitario; a través de ella se puede acceder a una información completa de los lugares en cada comunidad autónoma, y de las declaraciones de Zonas de Especial Protección que se han formulado.